# Giuseppe Pergolizzi
Giuseppe Pergolizzi (Palermo, 14 gennaio 1914 – Palermo, 9 febbraio 1983) è stato un politico e dirigente sportivo italiano.

## Biografia
Si è messo in luce come politico ricoprendo diversi incarichi al comune di Palermo negli anni cinquanta e sessanta (in particolare consigliere ed assessore comunale per i servizi demografici, per le aziende municipalizzate e alle tasse). Commendatore al merito della Repubblica italiana. È stato inoltre il Presidente del Palermo negli anni 1967, 1968 e 1969, cedendo poi il posto al suo vice Renzo Barbera.
È stato arbitro di calcio e Presidente della Lega Giovanile Calcio (comitato regionale).
Come Maggiore di Fanteria, ha combattuto nella seconda guerra mondiale, fu fatto prigioniero in Germania rimanendo, a seguito di questa esperienza, invalido di guerra. È stato insignito della croce di guerra al merito, del distintivo di guerra di liberazione e del distintivo del periodo bellico 1940-1943.